# Shadow of the Colossus (2018)
Shadow of the Colossus — відеогра жанру Action-adventure, розроблена американською компанією Bluepoint Games і видана Sony Computer Entertainment для PlayStation 4 в лютому 2018 року. Відеогра є римейком оригінальної гри для PlayStation 2. Загалом, розробники значно доопрацювали графіку гри, проте зберегли той же ігровий процес, що й оригінал, а також додали поліпшили систему управління.
Гра отримала визнання від критиків, які похвалили її за збереження духу оригіналу, значно покращену графіку, продуктивність та нову схему управління. Проте незначну критику було приділено ігровому процесу та камері, які, на думку деяких критиків, мали б поліпшити краще.

## Ігровий процес
Геймплей майже ідентичний оригінальній версії гри, крім перероблених елементів управління. Починаючи з центральної точки на території, гравець шукає і перемагає гігантів колосив, а потім повертається до центральної точки, щоб повторити процес. Більшість колосів знаходяться в віддалених районах, таких як на вершині скель або в стародавніх руїнах.
Гравці можуть вибрати один з декількох варіантів налаштування гри. На стандартній PlayStation 4 гра має 30 кадрів в секунду при роздільній здатності 1080p. На PlayStation 4 Pro гра може працювати або за роздільною здатністю 1440p (апскейл до 4K) при 30 кадрах в секунду, або 60 кадрів на секунду при 1080p.

## Розробка
Sony анонсувала рімейк Shadow of the Colossus для PlayStation 4 під час прес-конференції на Electronic Entertainment Expo 2017. Рімейк розробила Bluepoint Games, яка розробила попередню версію для PlayStation 3. Ідея рімейку прийшла після бесіди розробників з Bluepoint. Вони хотіли створити нову фінальну версію оригінальної гри, і після спілкування з друзями в Sony Japan, вони були однакової думки, що й Bluepoint. Продюсер Bluepoint Рендалл Лоу та технічний директор Пітер Далтон заявили в інтерв'ю Game Informer, що оригінальна Shadow of the Colossus, знаходиться в п'ятірці найпопулярніших ігор своїх співробітників.
Розробники переробили всю гру з нуля, але гра зберегла той же геймплей, що й оригінал разом із введенням нової схеми управління. Креативний відділ використовував версію PlayStation 2, щоб створити співвідношення з версією для PlayStation 4.
Гра вийшла 6 лютого 2018 року в Північній Америці, 7 лютого в Європі, Австралії та Нової Зеландії, а 8 лютого — в Японії.

## Оцінки й відгуки
| Агрегатор  | Оцінка |
| ---------- | ------ |
| Metacritic | 91/100 |

| Видання                   | Оцінка |
| ------------------------- | ------ |
| Destructoid               | 10/10  |
| Electronic Gaming Monthly | 8.5/10 |
| Famitsu                   | 35/40  |
| Game Informer             | 9/10   |
| GameRevolution            | [ 9 ]  |
| GameSpot                  | 9/10   |
| GamesRadar+               | [ 11 ] |
| IGN                       | 9.7/10 |
| Polygon                   | 9.5/10 |